# 池田屋事件
池田屋事件（いけだやじけん）は、幕末の元治元年6月5日（1864年7月8日）に、京都三条木屋町（三条小橋）の旅籠・池田屋に潜伏していた長州藩・土佐藩などの尊王攘夷派志士を、京都守護職配下の治安維持組織である新選組が襲撃した事件。
池田屋の変、池田屋事変、池田屋騒動ともいわれている。近藤勇は書面で洛陽動乱と名づけている。

## 経緯

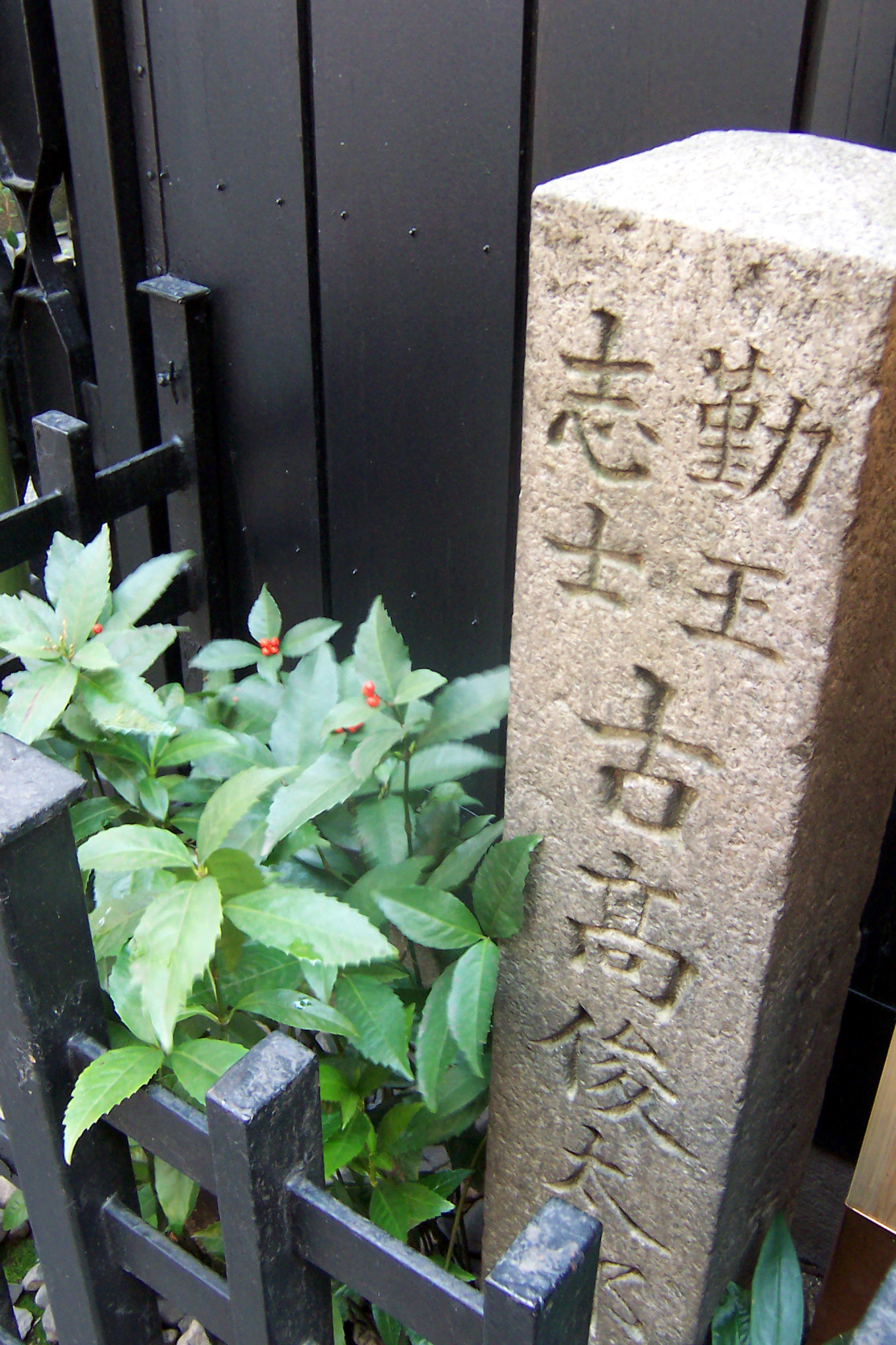
古高俊太郎邸跡（京都市下京区西木屋町四条上る）

幕末の京都は政局の中心地として、尊王攘夷（尊攘）・勤王などの各種政治思想を持つ諸藩の浪士が潜伏し、活動していた。会津藩と薩摩藩による「八月十八日の政変」で長州藩が失脚し、朝廷では公武合体派が主流となっていた。尊攘派が勢力挽回を目論んでいたため、京都守護職は新選組を用いて、京都市内の警備や捜索を行わせた。
5月下旬ごろ、新選組諸士調役兼監察の山崎丞・島田魁らが、四条小橋上ル真町で炭薪商を経営する枡屋喜右衛門（古高俊太郎）の存在を突き止め、会津藩に報告。捜索によって、武器や長州藩との書簡などが発見された。
元治元年（1864年） 6月5日早朝、古高を逮捕した新選組は、土方歳三の手で拷問にかけ、自白させた。自白内容は、「祇園祭の前の風の強い日を狙って御所に火を放ち、その混乱に乗じて中川宮朝彦親王を幽閉、一橋慶喜・松平容保らを暗殺し、孝明天皇を長州へ動座させる（連れ去る）」というものであった。しかし、古高について述べられた日誌には、自白内容の記述がないことから、彼が自白したのは自身の本名のみであったという説もある。
これにより、尊攘派の浪士らが時をおかず会合を行うとみた新選組は、会津藩に報告のうえ徹底した市中探索を提案。5日夕刻、会津藩の援軍を待たず、単独で三条〜四条方面の捜索を開始した。

## 戦闘

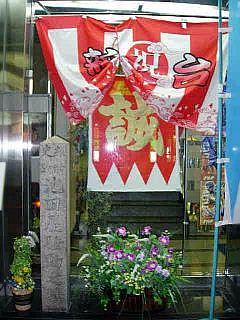
京都市 池田屋跡
（2005年時点ではパチンコ屋だった）

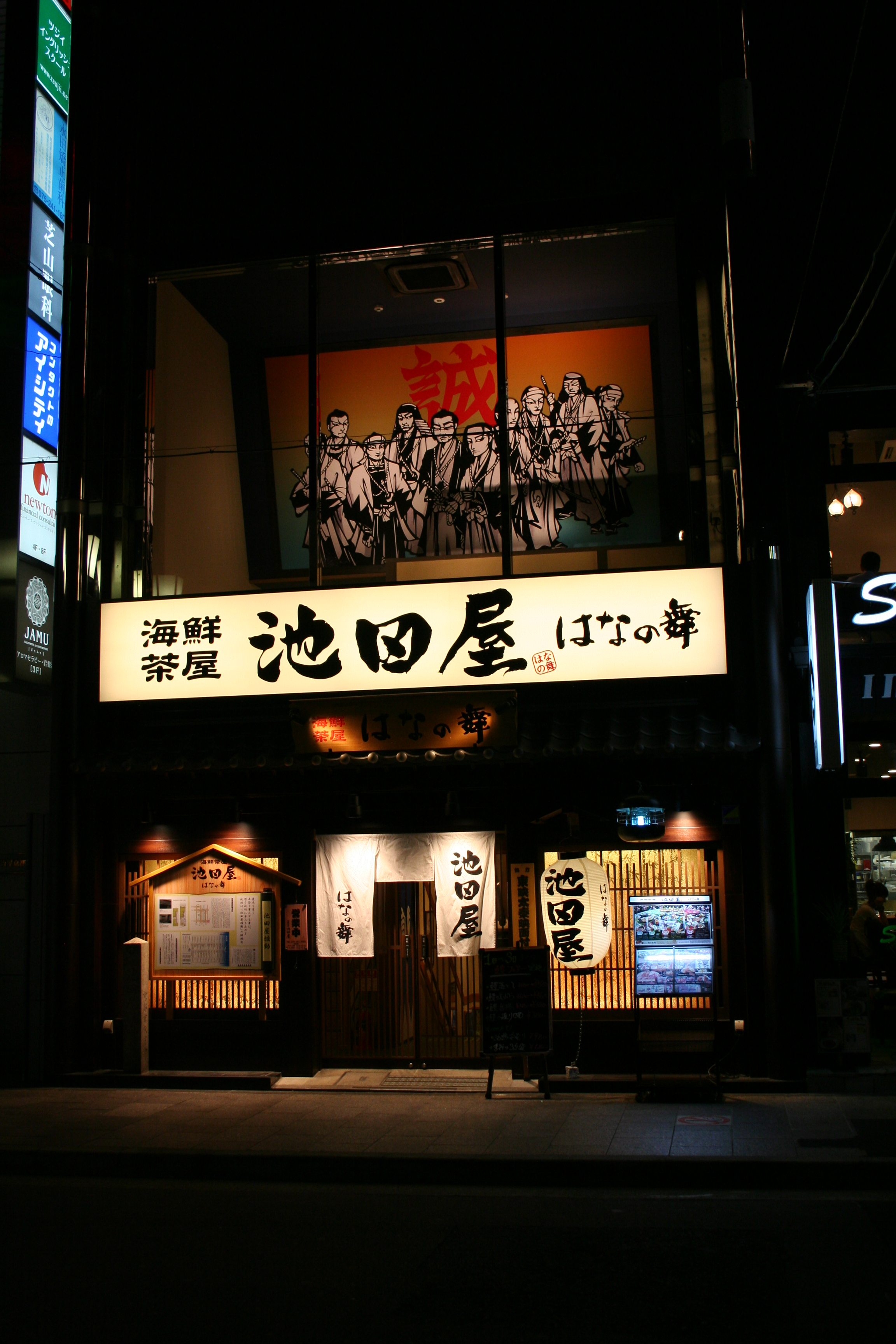
池田屋跡
（2009年9月現在、居酒屋となっている）

亥の刻（22時ごろ）すぎ、近藤隊は池田屋で謀議中の尊攘派志士を発見した。近藤隊は数名で突入し、真夜中の戦闘となった。20数名の尊攘派に対し当初踏み込んだのは近藤勇・沖田総司・永倉新八・藤堂平助の4名で、残りは屋外を固めた。屋内に踏み込んだ沖田は奮戦したが、戦闘中に病に倒れ戦線から離脱した。また1階の藤堂は油断して鉢金を取ったところで額を斬られ、血液が目に入り戦線離脱した。
襲撃を受けた宮部鼎蔵ら志士たちは応戦しつつ、現場からの脱出を図った。裏口を守っていた安藤早太郎・奥沢栄助・新田革左衛門達のところに土佐藩脱藩・望月亀弥太ら浪士が脱出しようと必死で斬りこみ逃亡。これにより奥沢は死亡し、安藤・新田も1か月後に死亡した。望月は負傷しつつも長州藩邸付近まで逃げ延びたが、追っ手に追いつかれ自刃した。同じく戦闘の末に脱出に成功した土佐藩・野老山吾吉郎の調書が、2009年に高知県が購入した土佐京都藩邸資料（高知県立坂本龍馬記念館蔵）から見つかり、事件前後の様子が明らかとなった。太刀や袴を失い、同僚の石川潤次郎が現場で闘死していたことにも気づいていなかったことから戦闘の激しさが偲ばれる。
新選組側は一時は近藤・永倉の2人となるが、土方隊の到着により戦局は新選組に有利に傾き、方針を「斬り捨て」から「捕縛」に変更。9名討ち取り4名捕縛の戦果を上げた。会津・桑名藩の応援は戦闘後に到着した。
この戦闘で数名の尊攘派は逃走したが、続く翌朝の市中掃討で会津・桑名藩らと連携し、20名あまりを捕縛した。この市中掃討も激戦となり、会津藩は5名、彦根藩は4名、桑名藩は2名の即死者を出した。
その後、新選組は、夜のうちに帰ると闇討ちの恐れがあるために夜が明けるまで待機し、翌日の正午、壬生村の屯所に帰還した。沿道は野次馬であふれていたという。
桂小五郎（のちの木戸孝允）は、会合への到着が早すぎたため、一旦池田屋を出て対馬藩邸で大島友之允と談話しており難を逃れた。談話中に外の騒ぎで異変に気づいた桂は、現場に駆けつけようとしたが、大島に制止されたため思い留まったと、桂の回想録『桂小五郎京都変動ノ際動静』には記されている。ただし、鳥取藩士・安達清風の日記によれば、大島は事件前の5月28日（7月1日）に京都を離れ、6月5日（7月8日）の当日には江戸におり、6月13日（7月16日）になって事件のことを知ったとされており、大島が桂を止めたというのは事実でない可能性がある。それとは別に、京都留守居役であった乃美織江は、手記に「桂小五郎義は池田屋より屋根を伝い逃れ、対馬屋敷へ帰り候由…」と書き残しているが、それに先立って「桂小五郎が殺された」との誤報を藩に伝え藩内をさらに混乱させたこともあり、また池田屋から対馬藩邸まで逃げられるような屋根が池田屋に無いなどの点から、乃美の記述は信用できないという指摘もある。

## 影響

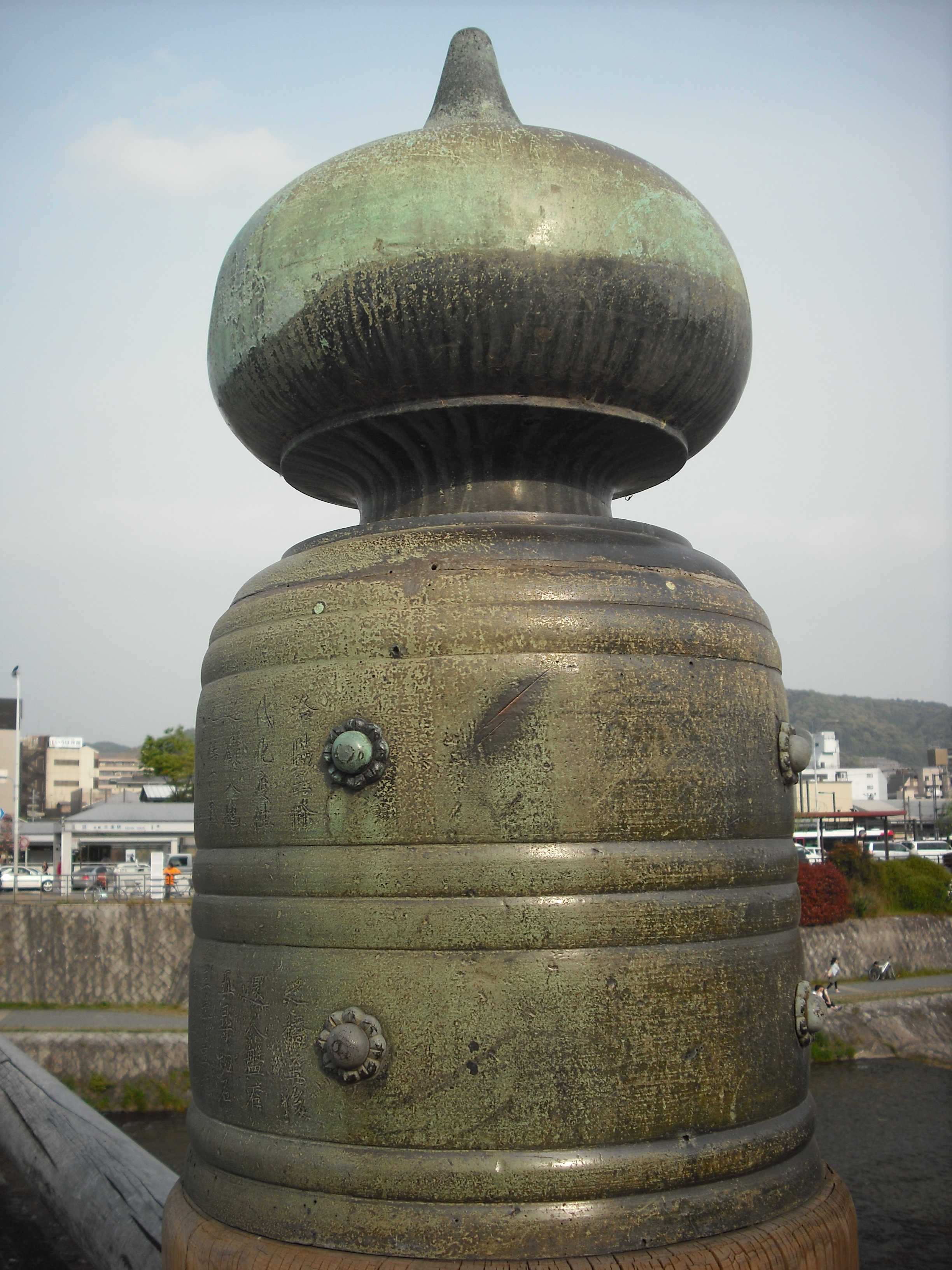
三条大橋の擬宝珠刀傷跡。池田屋事件の時のものとされる。

御所焼き討ちの計画を未然に防ぐことに成功した新選組の名は天下に轟いた。逆に尊攘派は、吉田稔麿・北添佶摩・宮部・大高又次郎・石川潤次郎・杉山松助・松田重助らの逸材が戦死し、大打撃を受ける。落命した志士たちは、三条大橋東の三縁寺に運ばれて葬られた。
長州藩は、この事件をきっかけに激高した強硬派に引きずられる形で挙兵・上洛し、7月19日（8月20日）に禁門の変を引き起こした。
新選組はこの事件により知名度が上がったため、土方や斎藤らが自ら江戸へ向かい隊士を募集するなど勢力拡大に動くこととなった。

## 異説
近年の研究では、「御所放火計画」「松平容保暗殺」「天皇拉致」などの志士側の陰謀は、会津藩・桑名藩・新選組など幕府方による主張であり、会津藩・桑名藩・新選組の実力行使正当化や尊攘派の信用失墜を狙ったものであると言う説もある。その理由として、これらの計画は幕府側の記録にはあるものの、志士側の記録には一切なく、桂小五郎が記した『木戸孝允日記』にも、池田屋での会合は"新選組に逮捕監禁されている仲間（古高俊太郎）を救うための会合"としか記されていない。
ただし池田屋事件の前年、文久三年(1863)八月十八日の政変以降、長州に都落ちしていた尊攘派公家の三条実美・久留米藩の真木和泉・長州藩の来島又兵衛らにより「武力をもって京都に進発し長州の無実を訴える」という進発論が盛んに唱えられていた。
この進発論への令は池田屋事件の前日、6月4日に長州藩より発せられている。
新選組が古高俊太郎邸を襲撃した目的は、当初、古高邸を京の定宿としていた宮部鼎蔵の捕縛であったが、宮部は新選組に踏み込まれる一歩手前で古高により逃がされてしまった事で、新選組は急遽捕縛対象を宮部から古高1人に切り替え、拷問で宮部の逃亡先を割出そうとしたが、古高は宮部の逃亡先までは把握していなかった。
それゆえ永倉新八の証言通り、数隊に分かれ四条から三条の旅籠等を虱潰しに探索し、結果近藤隊の約7〜10名が旅籠池田屋で宮部鼎蔵と、共に居た志士達を偶然発見した。
桂の手記によると、池田屋での会合は古高捕縛後に急遽決定されたもので、事前に新選組が場所を察知していたとは考えにくい。永倉新八は手記『浪士文久報国記事』で「片っ端から」探索した旨を述べており、また事件直前に祇園の井筒屋に新選組が探索を行った記録があるため、実際には会合場所がどこであるかは把握しておらず、多くの場所を探索していたと考えられる。
近藤の書簡や永倉の手記によると、当日は近藤隊10名、土方隊12名、井上隊12名の三手に別れて探索を行っており、応援に駆けつけたのは井上隊である。
近藤の書簡によると、池田屋に乗込んだのは近藤、沖田、永倉、藤堂、近藤周平の5名ということになっているが、永倉の手記や、事件後の褒賞者名簿から推定すると、近藤、沖田、永倉、藤堂、奥沢、安藤、新田、谷万太郎、武田観柳斎、浅野薫の10名である。
また、近藤は書簡の中で、当日は病人が多く人手が少なかったとしているが、事件直前に脱走者が多く出ていたためとする説がある。
司馬遼太郎の小説『竜馬がゆく』などでは、山崎が薬屋に変装し事前に池田屋に潜入して探索し、突入前に戸の錠を開けたことになっている。しかし、山崎の確報があったならば最初から主力を池田屋に差し向けたはずであり、山崎の名は褒賞者名簿にはないことから、実際は屯所残留組であったと推定される。

## 新選組出動隊士一覧
池田屋事件に出動した新選組隊士は以下の通り（諸説有り）

### 近藤隊（10名）
- 近藤勇
- 沖田総司
- 永倉新八
- 藤堂平助（重傷）
- 武田観柳斎
- 谷万太郎
- 浅野薫（藤太郎）
- 安藤早太郎（重傷、のち死亡）
- 奥沢栄助（重傷、当日に死亡）
- 新田革左衛門（重傷、のち死亡）

### 土方隊（12名か24名）
- 土方歳三
- 井上源三郎
- 斎藤一
- 原田左之助
- 島田魁
- 谷三十郎
- 川島勝司
- 葛山武八郎
- 蟻通勘吾
- 篠塚峰三
- 林信太郎
- 三品仲治

### 松原隊（12名）
諸説有り。井上隊とも、土方隊とも。
- 松原忠司
- 宿院良蔵
- 伊木八郎
- 中村金吾
- 尾関弥四郎
- 佐々木蔵之助
- 河合耆三郎
- 酒井兵庫
- 木内峰太
- 松本喜次郎
- 竹内元太郎
- 近藤周平

### 屯所守備
- 山南敬助
- 尾関雅次郎
- 柳田三二郎
- 山崎丞
- 尾形俊太郎
- 山野八十八

なお、当時所属していた馬詰信十郎・馬詰柳太郎はこの日に脱走した為に不参加。

## 尊王攘夷派志士

### 池田屋事件で襲撃された主な志士
- 宮部鼎蔵（肥後藩。自刃）
- 北添佶摩（土佐藩。自刃）
- 淵上郁太郎（久留米藩。脱出）
- 大高又次郎（林田藩。戦死）
- 石川潤次郎（土佐藩。戦死）
- 松田重助（肥後藩。戦死）
- 伊藤弘長（土佐藩。戦死）
- 福岡祐次郎（伊予松山藩。戦死）
- 越智正之（土佐藩。戦死）
- 広岡浪秀（長州藩の神職。戦死）
- 吉田稔麿（長州藩。脱出後自刃）
- 望月亀弥太（土佐藩。脱出後自刃）
- 杉山松助（事件を知り長州藩邸から駆けつけるが会津藩兵に斬られ、後に死亡）
- 野老山吾吉郎（土佐藩。戦闘の後、脱出。儒学者・板倉槐堂を頼り、後に長州藩邸で自刃）
- 藤崎八郎（土佐藩。三条小橋で負傷後自刃、あるいは大坂土佐藩邸に送られた後死亡とも）
- 近江屋まさ（近江屋女将（42歳）。近江屋で殺害される。「ふさ」とも）
- 酒井金三郎（長府藩。縄手後で殺される）
- 内山太郎右衛門（長州藩の無給通士。捕縛され、7月20日（8月21日）に刑死）
- 佐伯稜威雄（長州藩の神職。捕縛され、慶応元年6月4日（1865年7月26日）に刑死）
- 佐藤一郎（長州藩京都藩邸吏。捕縛され、7月20日（8月21日）に刑死）
- 山田虎之助（長州藩の無給通士。いったん脱出。後に捕縛）
- 大高忠兵衛（林田藩。大高又次郎の弟。いったん脱出。後に捕縛され、7月4日（8月5日）に獄死）
- 北村善吉（又次郎の門人。槍傷を負うが、池田屋裏から川辺に逃れ、舟入の中へ潜んで助かる）
- 瀬尾幸十郎（捕縛）
- 安藤鉄馬（捕縛されるが逃亡）
- 沢井帯刀（捕縛）
- 大中主膳（捕縛）
- 森主計（京。捕縛）
- 西川耕造（京。脱出するも10日後に捕縛され、元治2年2月11日（1865年3月8日）に獄死）
- 木村甚五郎（京。久坂玄瑞と間違われ、捕縛）
- 今井三郎右衛門（豊岡藩（46歳）。捕縛され、刑死）
- 村上俊平（上野佐位郡出身。捕縛され、刑死）
- 河田佐久馬（鳥取藩。脱出）
- 高木元右衛門（肥後藩。脱出して長州藩邸へ逃れる）
- 宮部春蔵（肥後藩。鼎蔵の弟。長州藩邸へ逃れる）
- 岩佐某（丹波。池田屋の風呂桶の中に隠れて助かる）
- 有吉熊次郎（長州藩。長州藩邸に脱出）
- 大沢逸平（長州藩。池田屋の風呂桶の中に隠れて助かり、長州藩邸に脱出）
- 松山良造（越後国。松山高吉の従兄弟、元新選組とも。脱出）
- 田中長九郎（京。捕縛）
- 吉田五郎（越前出身。捕縛）
- 南雲平馬（上野利根郡沼田村出身。捕縛）
- 国重正文（長州藩。脱出）
- 錦織有無之助（尾張藩。二階南側より逃走、水戸藩邸に逃げるも追い出され、捕縛され刑死）

### 池田屋事件で捕縛された一般人
- 入江惣兵衛（池田屋主人。獄死）
- 入江彦助（惣兵衛の弟）
- 近江屋宇兵衛（近江屋主人）
- 近江屋きん（近江屋の人）
- 近江屋とき（近江屋の人）
- 和泉屋重助（和泉屋主人。刑死）
- 幸次郎（和泉屋手代。刑死）
- 丹波屋次郎兵衛（丹波屋主人。刑死）
- 丹波屋万助（次郎兵衛の子。刑死）
- 松下喜三郎（町人）
- 吉兵衛（町人）
- 勇助（長州藩邸門番）

など

## 事件後の池田屋
事件後、尊攘派志士をかくまっていたとして、池田屋主人の池田屋惣兵衛が捕縛され、獄死。池田屋も7か月間の営業停止となった。その後、親類により近在で営業を再開したが、のちに廃業し、現存しない。
元の池田屋は人手に渡り、別の経営者が佐々木旅館として営業していたが、廃業した。1960年ごろまでは当時の建物も残っていたが、その後取り壊され、跡地はテナントビル（1978年ごろはケンタッキーフライドチキンの店舗）やパチンコ店など転々として、2009年に、居酒屋チェーンのチムニーが、新選組をテーマにした居酒屋「海鮮茶屋 池田屋 はなの舞」を開業している。
当地には、佐々木旅館の縁者が建立した「池田屋騒動之址」と刻まれた石碑がある。